# 安科卡瓦山 (庫斯科大區)
15°13′35″S 71°08′01″W / 15.22639°S 71.13361°W
安科卡瓦山（Janq'u Q'awa），是秘魯的山峰，位於該國南部庫斯科大區，由孔多羅馬區和奧科魯羅區負責管轄，屬於安地斯山脈的一部分，海拔高度4,800米。